# Erratic Point
Der Erratic Point (englisch für Findlingspitze) ist eine kleine und moosbewachsene Landspitze an der Westseite der Insel Heard. Sie liegt 2,1 km nordöstlich des Kap Gazert in der Nähe der Pageos-Moränen am Ufer der South West Bay. 
Teilnehmer der Gauß-Expedition unter der Leitung des deutschen Polarforschers Erich von Drygalski kartierten im Jahr 1902 vom Gipfel des Mount Drygalski ein Kap und benannten es als Kap Lerche. Im November 1929 kartierten Teilnehmer der British Australian and New Zealand Antarctic Research Expedition (1929–1931) unter der Leitung des australischen Polarforschers Douglas Mawson in der ungefähren Position des Kaps eine kleine Landspitze und benannten sie nach der großen Zahl an Findlingen, auf die sie dort trafen. Wissenschaftler einer Kampagne der Australian National Antarctic Research Expeditions konnten 1948 das von der deutschen Expedition kartierte Kap nicht identifizieren, so dass die von den Australiern vorgenommene Benennung beibehalten wurde.